# Helmi Ibrahim Mohamed
Helmi Ibrahim Mohamed (in arabo حلمي ابراهيم محمد‎?; 11 ottobre 1936) è un ex cestista egiziano.

## Carriera
Con l'Egitto ha disputato i Campionati mondiali del 1959.